# Vattendrag i Sverige (D–F)
Siffrorna efter vattendragens namn anger deras totala längd (inkl. källflöden) i kilometer. Längder på minst 2 mil är avrundade till närmaste hel- och halvmil. Vattendrag med flodområden på minst 4 kvadratmil är skrivna med fetstil.
- Daddån 20
- Daikanbäcken 25
- Daimaån 25
- Dainabäcken 17
- Dalaån 19
- Dalbergsån 110
- Dalkarlssjöbäcken 12
- Dalkarlså å 45
- Dalköpingeån 15
- Dalsån 40
- Dalsälven 20
- Dalån 17
- Dalälven 540
- Dammån 85
- Darnekenjukke 20
- Darrhaädno
- Datiksjöbäcken 20
- Degerbäcken 10
- Degernäsbäcken
- Degerträskån 30
- Dellikälven 70
- Delångersån 155
- Dergabäcken 50
- Djupbäcken 10
- Djupbäcken 17
- Djupå 17
- Djupån 20
- Djuran 20
- Djurgårdsbrunnskanalen 1
- Djurlångsån 14
- Djursdalaån 10
- Djurån 20
- Dockasälven 20
- Dockstaån 25
- Dofsan 25
- Dohnaforsån 18
- Domneån 25
- Drafsån 25
- Dragasjöbäcken 11
- Draggån 30
- Drevja 50
- Drillaån 25
- Driveån 20
- Drombäcken 11
- Dryllån
- Dunkehallaån 14
- Dunsjöån 15
- Dybäcksån 20
- Dyltaån 105
- Dynestadsån 18
- Dypån 12
- Dyrasbäcken 16
- Dyrån 18
- Dysjöån 30
- Dysån 40
- Dysån 16
- Dyvelan
- Dyverån
- Dyvran
- Dåasån 30
- Dälpan 17
- Dänningen 12
- Dävelsbäcken 13
- Dövlaån 15
- Döderhultsbäcken 16
- Eckarån 15
- Edbäcken 20
- Edenbergaån 20
- Edslan 30
- Edsmyrån 11
- Edstabäcken 11
- Edsån 70
- Edsån 40
- Egnaredsån
- Ekaån 16
- Ekorrbäcken 20
- Ekorrån 11
- Eksjöbäcken 11
- Eksågsån 20
- Ekån 18
- Elingeån 8
- Elmabäcken 12
- Emmaån 60
- Emmesån 12
- Emån 230
- Enan 60
- Enan 30
- Enarenån 8
- Enköpingsån 25
- Enningdalsälven 90
- Enskälan 16
- Enstabäcken 20
- Enån 17
- Enån 25
- Enångersån 25
- Eriksdalsälven 50
- Ertsjärvån 15
- Esmebäcken 14
- Fadabäcken 14
- Fageredsån 25
- Fagerekeån 18
- Faluån 50
- Fanbyån 50
- Fangan 30
- Farestaån
- Farstorpsån 20
- Faxbrynnen
- Faxälven 400
- Feman 35
- Femtingaån 12
- Fenningsån
- Fettjeån
- Fianbäcken 18
- Fiellarjukke 15
- Fifallaån 7
- Fillingerumeån 25
- Fimtaån
- Finnbobäcken 17
- Finnforsån 35
- Finnmorbäcken 11
- Finnsjöån 20
- Finnträskån, Piteå kommun 10 (25)
- Finnträskån, Skellefteå kommun 12 (20)
- Finnån 9
- Finnån 30
- Finnälven 6
- Fisklösån 25
- Fiskonbäcken 25
- Fiskviks kanal 15
- Fiskån
- Fitunaån 18
- Fjällbäcken 10
- Fjällsjöälven 260
- Fjälltjärnån 14
- Fjälån 30
- Fjärlövsån 16
- Fjätan 95
- Flarkbäcken 20
- Flarkån 35
- Flarkån 105
- Flasabäcken 20
- Flatsbäcken 12
- Flena 30
- Flenaån 14
- Flian 75
- Flins bäck 20
- Flisbäcken 25
- Florån 25
- Flysån 20
- Flyttjeån
- Flyälven 10
- Flåsjöån 80
- Flärkån 85
- Fläsebäcken 14
- Flögan 18
- Forsaån 20
- Forsaån 25
- Forshällaån
- Forsmarksån 55
- Forsnäsån 25
- Forsträskbäcken 11
- Forsviksån 13
- Forsån 20
- Forsån 25
- Forteälven
- Foskan 30
- Foskvattsån 30
- Fredskogsån 14
- Fremsbäcken 15
- Friaån 30
- Fräkentorpsån 11
- Fräkenträskbäcken 20
- Fröjadalsbäcken 18
- Frösteboån 45
- Fröstån 20
- Frösvidalsån
- Fuan 40
- Fulan 80
- Funnan 17
- Furuhultsån 30
- Fuån 20
- Fyleån 9
- Fylleån 65
- Fyrisån 95
- Fyrån 35
- Fågelvattenån 8
- Fångån
- Fårbäcken 20
- Fårnåsälven
- Fårträskbäcken 11
- Fåssjöån 20
- Fäbodtjärnbäcken 13
- Fälarån 8
- Fällbäcken 12
- Fälpvattsån 6
- Fälån 11
- Fämtan 50
- Fänan 17
- Fänjaån 9
- Fänån 9
- Färbäcken 10
- Färgeån
- Färgån 30
- Färlev älv 10
- Färsån 15
- Färvilsån
- Fävikån
- Försjöbäcken 13
- Föskeforsälven 20